# Nahema Hanafi
Nahema Hanafi, est une historienne, maîtresse de conférences en histoire moderne et contemporaine à l’université d’Angers. Elle s'intéresse à l'histoire des pratiques épistolaires et aux récits de soi, à l'histoire de la médecine, à la place des femmes et aux études de genre.

## Biographie
En 2012, Nahema Hanafi soutient une thèse d'histoire sous la direction de Vincent Barras et de Sylvie Mouysset intitulée Le frisson et le baume : souffrantes et soignantes au siècle des Lumières, à l'université Toulouse-Jean-Jaurès et à celle de Lausanne. Cette thèse étudie le processus de médicalisation de la société et la place des femmes dans cette transformation, en étudiant non pas les textes produits par le corps médical, mais les correspondances, journaux intimes et recueils de recettes féminines. Elle est publiée en 2017 aux Presses Universitaires de Rennes,.
Dans la continuité de ses recherches sur l’histoire de la médecine et du genre, elle s’intéresse aux castrats italiens de l’époque moderne en investiguant la fabrique médicale du sexe et ses possibles réappropriations par les chanteurs, ainsi que la notion de fluidité de genre.
Elle s’intéresse également aux pratiques épistolaires et aux récits de soi qu’ils occasionnent dans un temps long, et notamment aux pouvoirs de l’écrit comme outil de transformation sociale dans des recherches sur les mails frauduleux des brouteurs ivoiriens ,.
Depuis 2009, Nahema Hanafi est chercheuse associée à l’Institut des Humanités en Médecine de l'université de Lausanne. 
Depuis 2012, elle est chercheuse associée au laboratoire FRAMESPA à l'université de Toulouse-Jean Jaurès. 
En 2013, elle devient maîtresse de conférence en histoire moderne et contemporaine à l'université d'Angers, au sein du laboratoire TEMOS. 
Depuis 2014, elle est co-directrice de la revue Histoire, médecine et santé, revue d’histoire socioculturelle de la médecine et de la santé éditée par Framespa, TEMOS et le centre Koyré. 
En 2017, elle participe à la création et devient directrice du master d’études sur le genre co-accrédité par les universités : Angers, Bretagne-Occidentale, Le Mans Université, Nantes et Rennes-II.

## Travaux et accueil critique
(août 2022).
En 2017, elle publie Le Frisson et le baume. Expériences féminines du corps au Siècle des Lumières. La communauté historienne a salué le sérieux de cette ambitieuse étude et l'approche méthodologique de l'historienne.    
En 2020, elle publie L'Arnaque à la nigériane : Spams, rapports postcoloniaux et banditisme social. Selon Nahema Hanafi, « l'arnaque à la nigériane métamorphose en effet la relation avec l'ancien colon ; elle est fondamentalement une expérience d'émancipation et d'empouvoirement(sic), car les cyberescrocs réutilisent à leurs fins les rhétoriques occidentales (coloniales et humanitaires) pour résister à l'assujettissement et aux rapports d'inégalités que présupposent les reconfigurations de l'idéologie coloniale. Ils retournent ainsi à leur profit les logiques compassionnelles leur assignant un statut d’individus fragiles qu’il convient d’aider ». Hanafi estime que « l’arnaque fonctionne » entre autres « justement parce qu’une grande partie des destinataires n’ont pas décolonisé leur imaginaire relatif à ce continent ainsi que leurs propres postures d’« aidants ».  
Dans une tribune publiée dans Le Point, Hubert Heckmann, maître de conférences en langue et littérature françaises du Moyen Âge à l'université de Rouen et membre de l'Observatoire du Décolonialisme déclare que « l'auteur fait en connaissance de cause l'éloge d'un système criminel qui déscolarise de très nombreux jeunes, et qui recrute particulièrement chez les étudiants, placés sous l'empire de réseaux qui les arrachent à l'université. » Selon lui, l'esthétisation de la criminalité à laquelle procèderait Nahema Hanafi passe par « le déni du tort causé aux victimes, puisque la grille de lecture décoloniale inverse les rapports entre victime et coupable ».
Selon une enquête de Samuel Laurent dans Le Monde, la tribune d'Heckmann, relayée par l'extrême-droite a provoqué une vague de harcèlement, de menaces et d'attaques contre Nahema Hanafi qui réagit en déposant plainte. Elle répond à ses détracteurs en disant « Ce sont des personnes qui sont irritées par les études postcoloniales ou de genre, qui mélangent souvent un peu tout, en un amalgame qui les amène à dire qu’on produirait une idéologie séparatiste. Moi je mobilise des outils, des grilles d’analyse, je fais mon travail de sciences sociales ».

## Publications
- « Fluides corporels », dans Juliette Rennes, Encyclopédie critique du genre, Paris, La Découverte, 2017
- Le frisson et le baume : expériences féminines du corps au siècle des Lumières, Rennes, Presses Universitaires de Rennes, 2017, 339 p. (ISBN 978-2-7535-5485-6)
- L'Arnaque à la nigériane : Spams, rapports postcoloniaux et banditisme social, Anacharsis, 2020, 284 p. (ISBN 979-1027904051)

## Distinctions
- Prix des thèses d’histoire du Comité des travaux historiques et scientifiques (CTHS), 2013 [4].
- Prix Sigerist d’histoire de la médecine et des sciences naturelles, 2013[15].